# Alt-Sternberg und Steinberg
Koordinaten: 52° 3′ 59″ N, 9° 2′ 15″ O

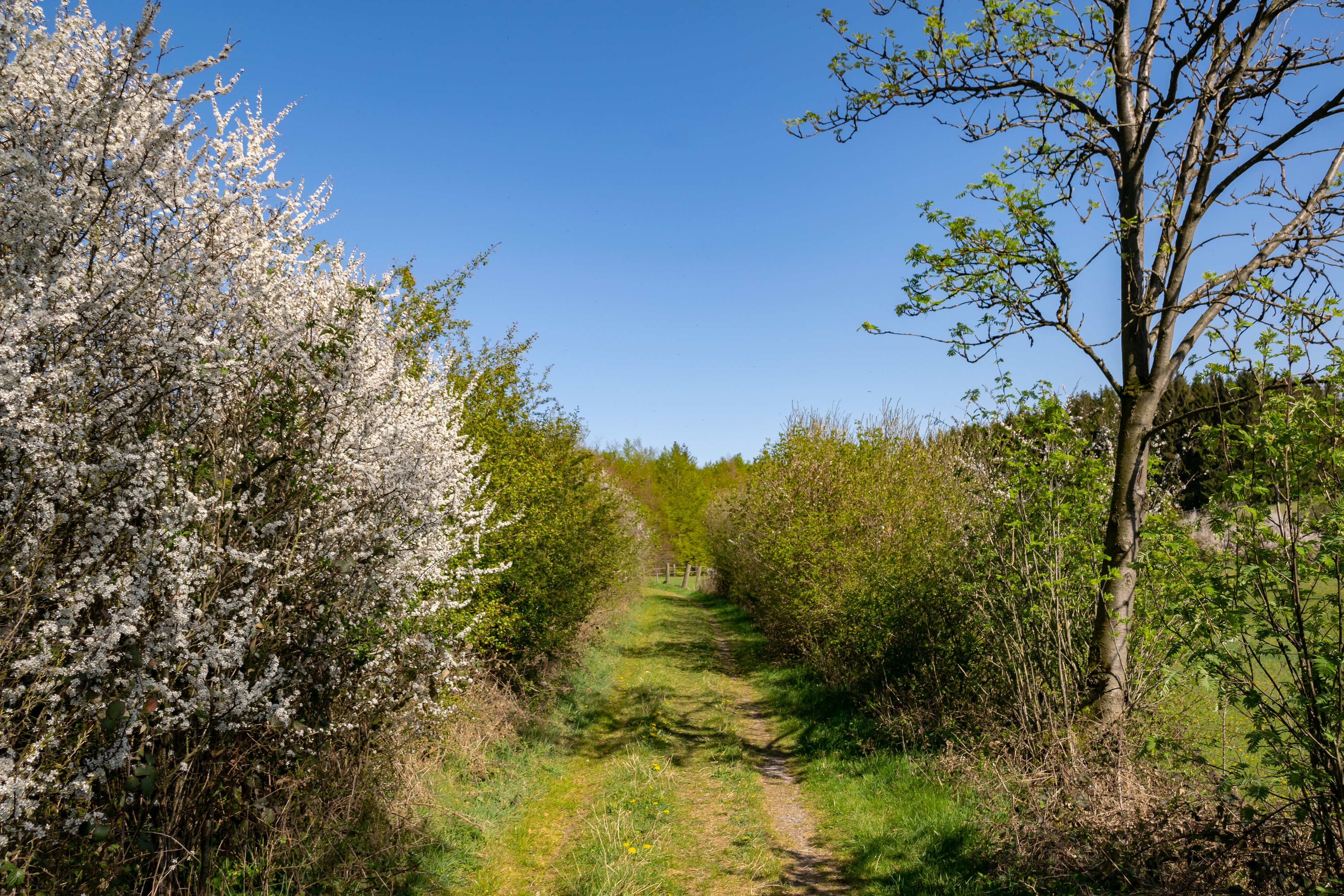
Naturschutzgebiet Alt-Sternberg und Steinberg (Mai 2020)

Das Naturschutzgebiet Alt-Sternberg und Steinberg liegt auf dem Gebiet der Gemeinde Dörentrup im Kreis Lippe in Nordrhein-Westfalen.
Das Gebiet um die Burg Alt-Sternberg und dem Steinberg erstreckt sich nordöstlich des Kernortes Dörentrup. Nördlich des Gebietes verläuft die Landesstraße 861 und östlich die Kreisstraße 46, nordwestlich erstreckt sich das etwa 22,1 Hektar große Naturschutzgebiet Quellbereich der Osterkalle.

## Bedeutung
Das etwa 63,0 Hektar große Gebiet wurde im Jahr 2007 mit der Schlüsselnummer LIP-070 unter Naturschutz gestellt. Schutzziele sind
- die Erhaltung und Optimierung eines Biotopkomplexes aus naturnahem Buchenwald, naturnahem Bach sowie durch Gehölzbestände gegliedertem Grünland sowie
- die Sicherung einer kulturhistorisch bedeutsamen Burganlage.[2]